# روتلا
روتلا (نام علمی: Rutela) نام یک سرده از تیره سرگین‌چرخانان است.

## گونه‌ها
- Rutela formosa Burmeister, ۱۸۴۴
- Rutela lineola (Linnaeus, ۱۷۶۷)